# 馬場伸行
馬場 伸行（ばば　のぶゆき、1956年（昭和31年）8月16日 - ）は、日本の実業家。2014年6月より、コニカミノルタNC株式会社会長。

## 人物
- 1972年（昭和47年）3月、中央大学卒業。[2]
- 株式会社新潟さくらカラー（現・コニカミノルタNC株式会社）入社。2001年（平成13年）6月に社長に就任。2014年（平成26年）6月社長を退き会長（現任）になる。
- 新潟交通株式会社の社外取締役に2015年（平成27年）6月に就任（現任）した。[3]

## 経歴
- 1972年（昭和47年）4月　株式会社新潟さくらカラー（現・コニカミノルタNC株式会社）入社。
- 2000年（平成12年）6月　代表取締役社長に就任。代表取締役会長は助川傳一。
- 2001年（平成13年）6月　コニカNC株式会社社長、コニカミノルタNC株式会社会長。
- 2014年（平成26年）6月　社長を退き会長に就任。新社長は間島誠二、会長助川傳一は相談役に。[4]

## 対外活動
- 彌彦神社御遷座百年記念事業奉賛会・役員名簿。馬場伸行は理事。コニカミノルタNC会長で掲載されている。[5]